# فندقی
فندقی، زنگاری یا خرمایی (به انگلیسی: Russet)، یک رنگ قهوه‌ای با رنگ قرمز مایل به نارنجی است. رنگ خرمایی از رنگ‌های رایج فارسی است که برای رنگ چشم و مو نیز به کار می‌رود. به عنوان یک رنگ ترکیبی سوم، فندقی ترکیبی مساوی از رنگدانه‌های نارنجی و بنفش است. نخستین کاربرد ثبت‌شده از این رنگ به عنوان نام یک رنگ در انگلیسی در سال ۱۵۶۲ میلادی بود. در عمل، این نام رنگ انگلیسی برای طیفی از رنگ‌های حنایی، خرمایی و فندقی به کار می‌رود که قهوه‌ای روشن و طلایی تا قهوه‌ای مایل به سرخ و حتی قهوه‌ای تیره را دربر می‌گیرد که در برخی پرندگان دیده می‌شود.
منبع این رنگ، روش ISCC-NBS برای تعیین رنگ‌ها و دیکشنری نام‌های رنگ (۱۹۵۵) است که توسط گردآورندگان تمبر برای شناسایی رنگ تمبرها استفاده می‌شود.
نام این رنگ از واژه russet گرفته شده است، پارچه‌ای درشت که از پشم ساخته می‌شود و با چوب و وسمه رنگ می‌شود تا رنگ خاکستری یا قهوه‌ای مایل به سرخی به آن بدهد. طبق قانون سال ۱۳۶۳، انگلیسی‌های فقیر ملزم به پوشیدن روست شدند.
- نیاز به یادآوری است که این نام انگلیسی، همچنین در واژهٔ «زنگ‌زدگی» (Russeting) و نیز در «سیب زنگارگون» (Russet apple) و «سیب‌زمینی زنگارگون» (Russet potato) به کار می‌رود.

## جستارهای بیشتر
- فهرست‌های رنگ‌ها
- مو خرمایی
- حنایی
- زنگاری
- گنجشک حنایی
- سسک زمینی کلاه‌حنایی
- سوت‌کش بال‌حنایی
- بیلچه‌نوک بال‌خرمایی
- لانه‌آویز دم‌زرد پشت‌خرمایی
- دم‌دراز کاکل‌خرمایی